# Ratpenat cuallarg de Martienssen
El ratpenat cuallarg de Martienssen (Otomops martiensseni) és una espècie de ratpenat de la família dels molòssids que es troba a Angola, República Centreafricana, República Democràtica del Congo, Costa d'Ivori, Djibouti, Etiòpia, Ghana, Kenya, Malawi, Ruanda, Sud-àfrica, Tanzània, Uganda, Iemen, Zàmbia, Madagascar i Zimbàbue.

## Subespècies
- Otomops martiensseni icarus
- Otomops martiensseni martiensseni